# Fulvio Zuccheri
Fulvio Zuccheri (Aiello del Friuli, 2 ottobre 1958 – Cesena, 8 ottobre 2007) è stato un calciatore e allenatore di calcio italiano, di ruolo difensore o centrocampista.

## Biografia
Era sposato con Monica con la quale aveva avuto due figlie, Giulia e Nicoletta.
È deceduto improvvisamente all'età di 49 anni a Cesena, dove abitava, l'8 ottobre 2007 a causa un malore. Si trovava sul campo di calcio dove s'era recato per disputare una partita a scopo benefico, l'"All Stars Bianconere", tra vecchie glorie della squadra locale.

## Caratteristiche tecniche
Nel corso della sua carriera è stato adoperato principalmente nel ruolo di terzino e mediano. In realtà è stato giocatore versatile, capace di operare in tutte le fasce del campo.

## Carriera

### Giocatore

#### Club
Iniziò a giocare nelle giovanili della S.P. Aiello. Le sue qualità lo portarono ben presto ad entrare nelle giovanili dell'Udinese, esordendo a 17 anni in Serie C.
Si trasferì in seguito all'Atalanta e poi al Cesena, in Serie A, nella stagione 1976-1977 giocando in prima squadra nel campionato 1977-1978 e rimanendovi fino al 1979.
Giunse poi al Bologna militando per tre stagioni in Serie A, con 65 presenze ufficiali e due reti al suo attivo.
Ha continuato in seguito la carriera in varie formazioni di Serie B quali Reggiana, Cremonese, Pistoiese, e di Serie C quali Pozzuoli, Sassuolo e Pro Vercelli.

#### Nazionale
È sceso in campo in alcune occasioni con la maglia della Nazionale militare.

### Allenatore
Terminata l'attività agonistica si è dedicato a quella di allenatore nel settore giovanile, in particolare a Cesena, raggiungendo significativi traguardi quale il secondo posto a livello nazionale nella categoria Giovanissimi nel campionato 1998-1999.
Ha allenato, in seguito, il Real Cesenatico e il Gambettola.